# Технологія збагачення фосфоритових руд
Технологія збагачення фосфоритових руд

## Сировинна база
Фосфоритні руди відрізняються складним мінералого-петрографічним складом, що обумовлюється високою дисперсністю вкраплення, мінливістю властивостей фосфатної речовини і різноманіттям його сполук з різними мінералами, які часто мають близькі з фосфатом властивості.
Основні фосфатні мінерали: флуорапатит, флуоркарбонатапатит, карбонатапатит, гідроксилапатит, франколіт, курськіт.
Крім фосфатів кальцію до складу фосфатів входять нефосфатні мінерали: основні — доломіт, кальцит, кварц, халцедон, глауконіт; другорядні — глинисті, алюмосилікатні, залізисті мінерали (пірит, гідрооксиди заліза), органічна речовина. За вмістом Р2О5 розрізняють багаті (понад 24 %), середні (18 — 24 %) і бідні (менше 18 %). Вміст Al2O3, Fe2O3, SiO2 має значення лише при хімічній переробці фосфатів. За насиченістю фосфатами та текстурними особливостями фосфоритні руди поділяють на жовнові (конкреційні), зернисті,черепашкові і масивні мікрозернисті.
- Жовнові фосфорити (конкреційні утворення) складаються з уламків зерен кварцу, глауконіту, кальциту та інших мінералів зцементованих мікрокристалічним або аморфним фосфатом. В Україні жовнові фосфати представлені Синичино-Яремівським (Харківська область), Незвиським (Івано-Франківська область), Жванським (Хмельницька область) родовищами. Вміст Р2О5 в них коливається від 12 до 38 %.

- Зернисті фосфорити — породи, що містять різну кількість дрібних зерен або смужок фосфатів розміром до 2 мм, зцементованих глинисто-залізистим, кременистим або карбонатним цементом. В Україні зернисті фосфорити є в Жванському родовищі. Потужність пластів родовищ складає від кількох десятків сантиметрів до 1-2 м, вміст Р2О5 коливається від 7 до 16 %.

- Черепашкові фосфорити — шари піщано-алевролітових порід з великим вмістом фосфатизованих черепашок. Потужність продуктивних шарів таких фосфатів становить 0,5 — 4 м, вміст Р2О5 — 5 – 12 %.

- Масивні мікрозернисті (пластові) фосфорити — однорідні породи, що містять мікрозерна і мікроконкреції фосфатної речовини розміром 0,01 — 0,1 мм, які зцементовані фосфатно-карбонатним або фосфатно-кременистим цементом. За формою покладів — це пластові фосфорити потужністю до 10 — 15 м і високим вмістом Р2О5 — 26 — 28 %.

## Основні методи збагачення

Рис. 1 — Технологічна схема збагачення фосфоритної руди.

Видобуток фосфоритних руд здійснюється в основному відкритим способом, рідше підземним.
Складність фосфоритів обумовлює різноманіття схем і режимів їх збагачення. Основний метод збагачення — флотація, але для одержання концентратів з підвищеним вмістом Р2О5 може застосовуватись комбінована схема з використанням флотації і випалу при температурі 850—950 °C.
Технологічна схема збагачення фосфоритових руд (рис. 1) включає двостадійне дроблення руди до крупності 50 мм в щокових дробарках, після чого дроблена руда направляється на дезінтеґрацію в скрубер-бутарах. Надрешітний продукт (+ 3 мм) направляється у відвал, а підрешітний (0 — 3 мм) — на подрібнення в кульових млинах, які працюють в замкненому циклі зі спіральними класифікаторами. Крупність подрібненої руди (зливу класифікатора) складає не більше 30 — 40 % залишку на ситі 0,18 мм.
В процес подрібнення подається 5%-ний розчин кальцинованої соди для зниження твердості води і утворення лужного середовища, а також 5%-ний розчин рідкого скла для депресії флотації пустої породи (кварцу). Для видалення шламів злив класифікатора направляється на двостадійне знешламлення в гідроциклонах. Злив другої стадії знешламлення видаляють у відвал. Підготовлений за крупністю матеріал направляють на флотацію. Флотація ведеться при рН = 9 — 9,5. Як збирач використовують сире талове масло, що омилене каустичною содою, і гас, який регулює структуру піни і сприяє флотації крупних частинок фосфориту. Схема флотації включає основну, контрольну і дві перечисних операції. Для одержання товарного флотаційного концентрату необхідної крупності його перед згущенням в радіальному згущувачі додатково подрібнюють в кульовому млині, що працює в замкненому циклі з гідроциклонами. Згущений концентрат подають насосами на барабанні вакуум-фільтри з внутрішньою фільтрувальною поверхнею. Інтенсифікація процесу згущення досягається доданням сірчаної кислоти, а інтенсифікація процесу фільтрування — доданням 5-7%-ного розчину хлористого кальцію. Осад вакуум-фільтрів подають у барабанні сушарки, де він висушується до вологи не більше 1 %.

## Використання
В результаті збагачення фосфоритних руд одержують концентрати двох видів: одні можуть бути безпосередньо використані без подальшої переробки, інші необхідно піддавати подальшій хімічній або термічній переробці.
До перших належить фосфоритне борошно, яке одержують в результаті помелу багатих руд або концентратів. Фосфоритне борошно використовують як добриво на кислих ґрунтах та торф'яних ґрунтах і, крім того, воно застосовується як нейтралізуюча домішка до суперфосфату.
В промисловості використовують три основних способи розкладання природних фосфатів: термічне відновлення, термічну переробку без відновлення і розкладення.
Термічне відновлення фосфору природних фосфатів реалізується в електропечах при нагріванні до 1400—1600 °C з коксом і двоокисом кремнію. При цьому одержують жовтий фосфор, що застосовується для виробництва червоного фосфору, фосфорної кислоти і інших сполук.
Термічна переробка фосфатів без відновлення застосовується для одержання термічних фосфатів (продуктів спікання природних фосфатів з лужними металами), які використовуються як підгодівля для худоби і птиці.
Кислотна (хімічна) переробка природних фосфатів поширена при виробництві мінеральних добрив. При цьому застосовується сірчана, рідше фосфорна і азотна кислоти. Метою такої переробки є переведення важкорозчинних природних сполук фосфору в більш розчинні у ґрунті, отже легко засвоювані рослинами фосфорні солі.